# 格拉漢姆山國際天文台
格拉漢姆山國際天文台（Mount Graham International Observatory）是美國亞利桑那大學天文研究機構斯圖爾德天文台的一個分支。格拉漢姆山國際天文台位於亞利桑那州東南部的皮納萊尼奧山脈，靠近格拉漢姆山。在開發過程中，最初被稱為哥倫布計畫。
格拉漢姆山國際天文台於1989年開始建造。前兩架望遠鏡，梵蒂岡先進技術望遠鏡和海因里希·赫茲亞毫米望遠鏡（Heinrich Hertz Submillimeter Telescope）於1993年開始運行。大雙筒望遠鏡是世界上最大、最強大的光學望遠鏡之一，於2004年一台望遠鏡開始獨立運行，2008年兩台望遠鏡聯合運行 。
由於天文台建在西阿帕奇族祖先使用的聖地上，因此格拉漢姆山國際天文台的建造和目前的存在一直是環保主義者、亞利桑那大學學生和印地安人部落爭論的焦點。對環保人士來說，他們主要擔心的是當地特有的格雷厄姆山紅松鼠。幾篇新聞文章提到，聖卡洛斯阿帕契印地安人保留區反對建造望遠鏡 。

## 外部連結
- 维基共享资源上的相關多媒體資源：格拉漢姆山國際天文台
- Official website （页面存档备份，存于）
- Mount Graham Clear Sky Clock （页面存档备份，存于）
- Satellite Picture - Yahoo Maps （页面存档备份，存于）
- Driving Directions Map
- Mount Graham Coalition （页面存档备份，存于）
- 'Mount Graham: Apaches say a sacred place was first stolen, then defiled'